# Kent (Indiana)
Kent es un lugar designado por el censo ubicado en el condado de Jefferson en el estado estadounidense de Indiana. En el Censo de 2010 tenía una población de 70 habitantes y una densidad poblacional de 259,88 personas por km².

## Geografía
Kent se encuentra ubicado en las coordenadas 38°44′14″N 85°32′20″O / 38.73722, -85.53889. Según la Oficina del Censo de los Estados Unidos, Kent tiene una superficie total de 0.27 km², de la cual 0.27 km² corresponden a tierra firme y (0%) 0 km² es agua.

## Demografía
Según el censo de 2010, había 70 personas residiendo en Kent. La densidad de población era de 259,88 hab./km². De los 70 habitantes, Kent estaba compuesto por el 98.57% blancos, el 1.43% eran afroamericanos, el 0% eran amerindios, el 0% eran asiáticos, el 0% eran isleños del Pacífico, el 0% eran de otras razas y el 0% pertenecían a dos o más razas. Del total de la población el 0% eran hispanos o latinos de cualquier raza.